# Ravil Maganov
Ravil Ulfatovich Maganov (in russo Равиль Ульфатович Маганов?,; Almetyevsk, 25 settembre 1954 – Mosca, 1º settembre 2022) è stato un imprenditore e dirigente d'azienda russo, tra i vertici e massimi dirigenti della più grande azienda petrolifera russa e seconda al mondo per riserve petrolifere, la LUKoil.
È morto nel settembre 2022 cadendo da una finestra del sesto piano dell'ospedale centrale di Mosca in cui era ricoverato.

## Biografia

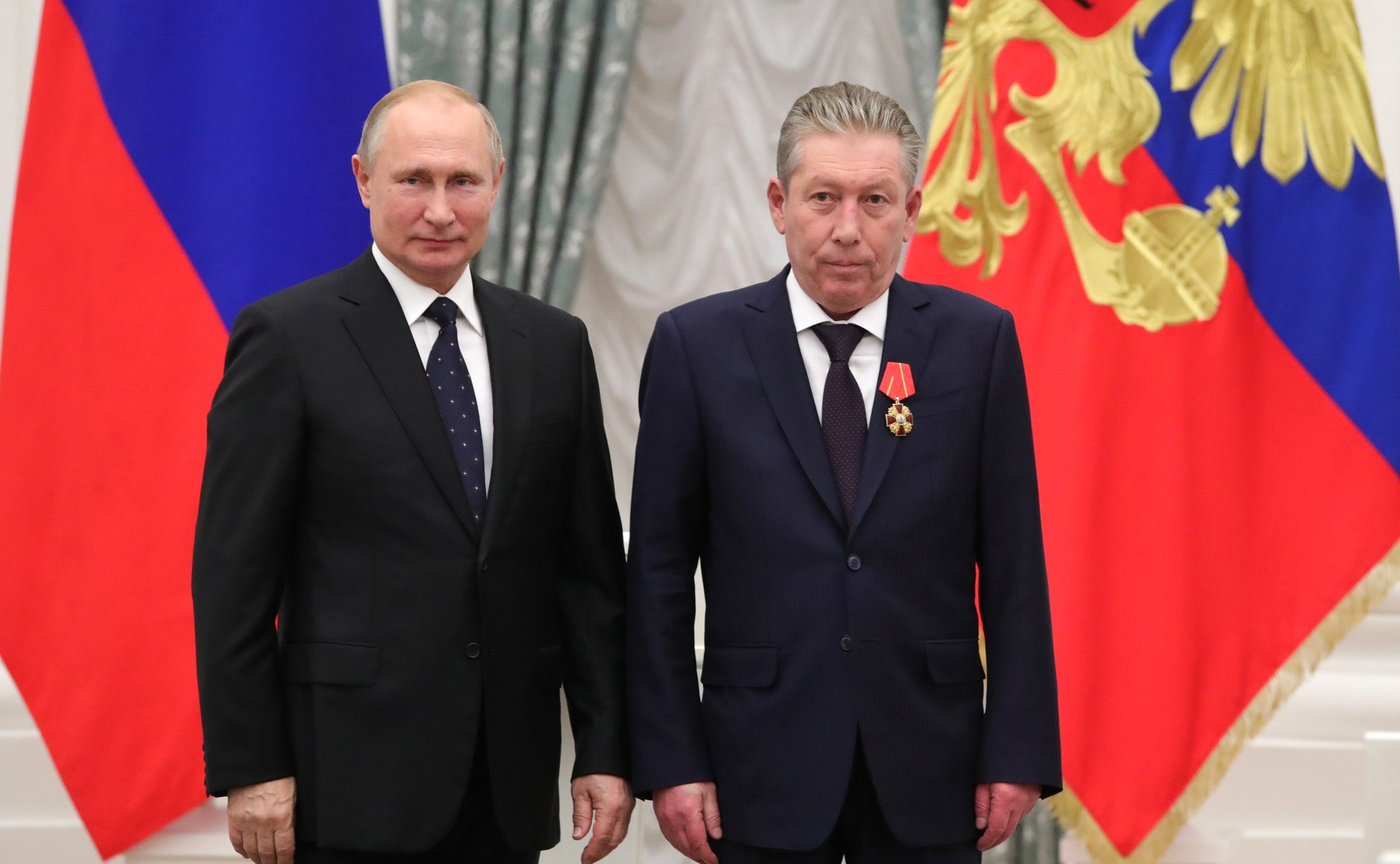
Maganov insieme a Putin nel 2019

Maganov nacque ad Almetyevsk, nell'allora Unione Sovietica, il 25 settembre 1954. Si laureò presso l'Università statale del petrolio e del gas di Mosca nel 1977.
Ravil Maganov fu uno dei fondatori della Lukoil nel novembre 1991. Dopo aver ricoperto diversi incarichi dirigenziali (vicepresidente della produzione petrolifera nel 1994, primo vicepresidente esecutivo della società nel 2006), fu nominato presidente del consiglio di amministrazione nel 2020.
Nella primavera 2022 criticò l'invasione russa dell'Ucraina, descrivendola come una "tragedia", ed espresse solidarietà alle vittime del conflitto.

### Morte
Il 1º settembre 2022 Maganov è morto dopo essere caduto da una finestra del sesto piano dell'ospedale clinico centrale di Mosca. Era stato ricoverato in ospedale a causa di un infarto. Lukoil ha riconosciuto la sua morte in una dichiarazione, dicendo che Maganov "è morto a seguito di una grave malattia".  Alcuni media hanno ipotizzato una connessione con altre morti misteriose russe del 2022.  L'agenzia di stampa statale russa TASS ha riportato la morte come suicidio e ha affermato che stava assumendo antidepressivi.  Due persone che conoscevano bene Maganov credono che sia improbabile che si sia suicidato. Il sito di notizie russo, Baza, che ha stretti legami con la polizia, ha suggerito che Maganov potrebbe essere caduto da un balcone mentre fumava. Ha anche affermato che le riprese delle telecamere a circuito chiuso non erano disponibili perché le telecamere erano state spente per le riparazioni. Il presidente Vladimir Putin aveva visitato l'ospedale per rendere omaggio a Mikhail Gorbaciov il giorno della morte di Maganov.